# McIntire
McIntire és una població dels Estats Units a l'estat d'Iowa. Segons el cens del 2000 tenia 173 habitants.

## Demografia
Segons el cens del 2000, McIntire tenia 173 habitants, 64 habitatges, i 44 famílies. La densitat de població era de 65,5 habitants/km².
Dels 64 habitatges en un 35,9% hi vivien nens de menys de 18 anys, en un 54,7% hi vivien parelles casades, en un 7,8% dones solteres, i en un 31,3% no eren unitats familiars. En el 28,1% dels habitatges hi vivien persones soles el 20,3% de les quals corresponia a persones de 65 anys o més que vivien soles. El nombre mitjà de persones vivint en cada habitatge era de 2,7 i el nombre mitjà de persones que vivien en cada família era de 3,36.
Per edats la població es repartia de la següent manera: un 34,1% tenia menys de 18 anys, un 4,6% entre 18 i 24, un 28,9% entre 25 i 44, un 16,8% de 45 a 60 i un 15,6% 65 anys o més.
L'edat mediana era de 35 anys. Per cada 100 dones de 18 o més anys hi havia 107,3 homes.
La renda mediana per habitatge era de 26.875 $ i la renda mediana per família de 38.750 $. Els homes tenien una renda mediana de 30.313 $ mentre que les dones 12.188 $. La renda per capita de la població era de 13.319 $. Entorn del 10,9% de les famílies i el 7,6% de la població estaven per davall del llindar de pobresa.

## Poblacions més properes
El següent diagrama mostra les poblacions més properes.